# Lê Thương
Lê Thương (1914–1996) là một trong những nhạc sĩ tiêu biểu nhất cho thời kỳ tiền chiến của tân nhạc Việt Nam. Ông là tác giả của bộ ba ca khúc Hòn vọng phu bất hủ.

## Tiểu sử
Lê Thương tên thật là Ngô Đình Hộ, sinh ngày 8 tháng 1 năm 1914, tại phố Hàm Long, Hà Nội, trong một gia đình bố mẹ là những nghệ sĩ cổ nhạc. Một bài viết khác cho rằng Lê Thương sinh tại Nam Định. Chi tiết về cuộc đời ông rất ít được nhắc tới. Theo hồi ký của Phạm Duy, Lê Thương sinh năm 1913 và là một thầy tu nhà dòng hoàn tục.
Năm 1935, Lê Thương hành nghề dạy học ở Hà Nội, sau đó ông chuyển về dạy ở Trường Trung học phổ thông Ngô Quyền, Hải Phòng. Lê Thương cùng Hoàng Quý, Hoàng Phú (tức nhạc sĩ Tô Vũ), Phạm Ngữ, Canh Thân tụ họp thành một nhóm ca nhạc sĩ trẻ để bắt đầu sáng tác và hát phụ diễn cho những buổi diễn kịch nói của nhóm kịch Thế Lữ tại Hải Phòng, hay theo ban kịch đi hát tại Hà Nội, Vĩnh Yên. Họ cũng là những hướng đạo sinh và hay tổ chức đi cắm trại hay đi hát tại các tỉnh lân cận bằng xe đạp.
Năm 1941, Lê Thương vào miền Nam. Ban đầu ông ở An Hóa, tỉnh Bến Tre, đến năm 1943 thì chuyển về sống tại Sài Gòn. Năm 1945, ông tham gia kháng chiến chống Pháp ở Bình Đài (Bến Tre) rồi bị quân Pháp bắt giữ. Năm 1948, ông được trao trả tự do, nhưng do đã mất liên lạc với tổ chức nên quyết định trở lại Sài Gòn, không còn liên hệ với chính quyền Việt Nam Dân chủ Cộng hòa nữa. Từ năm 1954 đến 1975, ông công tác ở Bộ Quốc gia Giáo dục của chính quyền Việt Nam Cộng hòa.
Tuy là một nhạc sĩ tài danh, nhưng nghề chính của ông là dạy học. Ông từng là giáo sư Sử Địa, có một thời gian giảng dạy tại một số trường trung học tư ở Sài Gòn. Ông cũng từng là giáo sư Pháp ngữ tại trường trung học Pétrus - Ký vào thập niên 60, một trong những học trò của ông là nhà văn Nguyễn Ngọc Ngạn. Lê Thương cũng từng làm công chức ở Trung tâm Học liệu, bộ Quốc gia Giáo dục và là giảng viên Trường Quốc gia Âm nhạc và Kịch nghệ.

## Âm nhạc
Lê Thương là một trong những nhạc sĩ Việt Nam tiên phong viết tân nhạc với bài "Bản đàn xuân". Ngoài "Bản đàn xuân", trong thời kỳ ở miền Bắc, Lê Thương còn sáng tác những tác phẩm khác như "Tiếng đàn đêm khuya", "Một ngày xanh", "Trên sông Dương Tử", "Thu trên đảo Kinh Châu"...
Từ khi vào miền Nam năm 1941, Lê Thương phổ thơ nhiều bài như "Lời kỹ nữ" (thơ Xuân Diệu), "Lời vũ nữ" (thơ Nguyễn Hoàng Tư), "Bông hoa rừng" (thơ Thế Lữ), "Tiếng thùy dương" (tức "Ngậm ngùi" thơ Huy Cận) và "Tiếng thu" (thơ Lưu Trọng Lư)...
Lê Thương là nhạc sĩ tiên phong của nhiều thể loại âm nhạc. Thời kỳ kháng chiến, ông có soạn một ca khúc rất nổi tiếng "Lòng mẹ Việt Nam" hay "Bà Tư bán hàng" nói về một bà mẹ thành phố có các con tham gia kháng chiến. Và bài hát đó là một trong những lý do Lê Thương bị Pháp bắt giam vào khám Catinat cùng Phạm Duy và Trần Văn Trạch năm 1951.
Lê Thương thuộc những người đầu tiên viết truyện ca và đã để lại những bản truyện ca hay nhất như "Nàng Hà Tiên", "Lịch sử loài người", "Hoa thủy tiên"... Đặc biệt hơn cả là bộ ba "Hòn vọng phu", được xem như một trong những tác phẩm nổi tiếng của tân nhạc Việt Nam. Văn Cao cũng từng thừa nhận ảnh hưởng bởi Lê Thương với phong cách âm nhạc bắt nguồn từ âm nhạc cổ truyền Việt Nam.

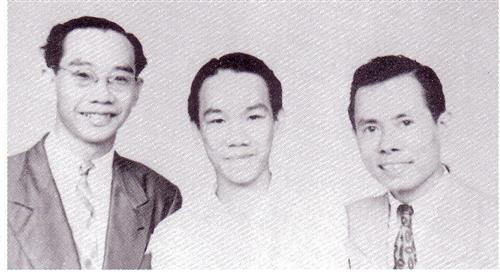
Trần Văn Khê, Trần Văn Trạch và Lê Thương ở Sài Gòn năm 1949

Lê Thương cũng là nhạc sĩ Việt Nam đầu tiên viết nhạc hài hước với những bản "Hoà bình 48" (phê phán sự mỵ dân đội lốt hoà bình), "Làng báo Sài Gòn" (đả kích báo giới bồi bút, bất tài và ham tiền), "Đốt hay không đốt" (châm biếm máu Hoạn Thư), "Liên Hợp Quốc"... Những bản này được nghệ sĩ Trần Văn Trạch trình diễn nhiều lần vào thập niên 1940. Lê Thương còn đặt lời cho những bản nhạc ngoại quốc ngắn như "Nhớ Lào" (nhạc Lào), "Bông hoa dại" tức "Ô Đuồng Chăm Pá" (nhạc Lào), "Lòng trẻ trai" (nhạc Hoa Kỳ), "Hoa anh đào" tức "Sakura" (cổ nhạc Nhật Bản), "Màn Brúc đánh giặc" (dân ca Pháp)...
Một thời gian, Lê Thương có cùng nhạc sĩ Lê Cao Phan phụ trách ban nhạc Măng Non cho trẻ em, phát thanh các truyện cổ tích, khúc dân ca, bài ca nhi đồng. Và cùng Nguyễn Xuân Khoát, Lê Thương được xem như những nhạc sĩ mở đầu của dòng nhạc dành cho thiếu nhi với những bản "Tuổi thơ", "Cô bán bánh", "Con mèo trèo cây cau", "Thằng bé tí hon", "Ông Nhang bà Nhang", "Truyền kỳ Việt sử", "Học sinh hành khúc"... Nổi tiếng hơn cả là bài "Thằng Cuội" thường được trẻ em hát trong mỗi dịp tết Trung Thu, mặc dù nhiều người không biết đó là một ca khúc của nhạc sĩ Lê Thương:
Bóng trăng trắng ngà
Có cây đa to
Có thằng Cuội già
Ôm một mối mơ
Lặng yên ta nói Cuội nghe
Ở cung trăng mãi làm chi
Bóng trăng trắng ngà
Có cây đa to
Có thằng Cuội già
Ôm một mối mợ...
Ngoài âm nhạc, Lê Thương còn gia nhập vào ban kịch của Thế Lữ vào những năm thập niên 1930, và ban kịch Sầm Giang của Trần Văn Trạch khi ông sống ở Sài Gòn. Lê Thương đã sáng tác ca khúc cho nhiều kịch bản, và viết nhạc phim cho hãng phim Mỹ Vân.
Lê Thương lập gia đình cùng một phụ nữ học ở Pháp về và họ có chín người con. Ông cũng có hai người tình, người tình đầu là một cô hát ả đào nổi tiếng ở Hà Nội. Người thứ hai là một vũ nữ tại Chợ Vườn Chuối Sài Gòn.
Sau 1975, ông không tham gia hoạt động văn nghệ. Vào thập niên 1990, ông bị mất hẳn trí nhớ và qua đời ngày 17 tháng 9 năm 1996 tại Thành phố Hồ Chí Minh.

## Tác phẩm
- Bản đàn xuân
- Bông hoa rừng
- Cô bán bánh
- Con chuồn chuồn
- Con cóc leo võng
- Con mèo trèo cây cau
- Con muỗi
- Cung đàn Nam
- Đàn bao tuổi rồi
- Đàn tình xưa
- Đốt hay không đốt
- Hoa thủy tiên
- Học sinh hành khúc
- Hòn vọng phu 1
- Hòn vọng phu 2
- Hòn vọng phu 3
- Làng báo Sài Gòn
- Lịch sử loài người 1 - 2
- Lời kỹ nữ
- Lời vũ nữ
- Lòng mẹ Việt Nam
- Một ngày xanh
- Nàng Hà Tiên
- Người chơi độc huyền
- Nhớ Lào
- Nhớ thày xưa
- Ông Nhang bà Nhang
- Ông Nỉnh, ông Nang
- Tâm sự ca nhân
- Thằng bé tí non
- Thằng Cuội
- Thu trên đảo Kinh Châu
- Tiếng đàn đêm khuya
- Tiếng thu
- Tiếng thùy dương
- Trên sông Dương Tử
- Truyền kỳ Việt sử
- Tuổi thơ
- Xuân yêu đương
- Học sinh hành khúc

## Nhận xét
| “                                    | Dùng âm nhạc để mà kể chuyện thì có lẽ ở Việt Nam không ai có tài hơn nhạc sĩ Lê Thương. | ” |
| — Nhạc sĩ Phạm Duy viết trong hồi ký |                                                                                          |   |

## Ảnh hưởng
"Tôi không hẳn là một người tiền phong (của Tân nhạc Việt Nam), mà trước đó đã có những người sáng tác từ lâu. Thí dụ như anh Nguyễn Văn Tuyên, rồi thì anh Nguyễn Xuân Khoát... Nhưng mà có lẽ người làm cho tôi kích động nhất để đi làm âm nhạc thì đó là anh Lê Thương. Những dòng nhạc của anh ấy đem lại hơi thở của một giai điệu Việt Nam."

-Nhạc sĩ Văn Cao trả lời phỏng vấn
1. ↑  Nguyễn Quang Ngọc (2003). Địa chí Nam Định. Hà Nội: Chính trị quốc gia - Sự thật. tr. 856.
2. ↑  "TÁC GIẢ & TÁC PHẨM | Nhạc Sĩ VĂN CAO".